# Adrianus Canter Visscher
Adrianus Canter Visscher (Bolsward, 30 september 1707 - Leeuwarden, 19 juli 1782) was een Nederlands bestuurder.

## Biografie
Canter Visscher was een zoon van Tamme Cornelis Visscher (ca. 1666-1736) en Machteld Jacobs Canter (1766-1735). Hij werd in Bolsward gedoopt op 2 oktober 1707. Zijn vader was arts en drie van zijn broers werden predikant, onder wie Jacobus Canter Visscher. In 1729 ging Adrianus rechten studeren aan de universiteit van Franeker. Hij vertrok in 1731 vanuit Harlingen naar Batavia waar hij eerst met zijn broer Jacobus woonde tot hij zich in 1733 in Masulipatnam aan de Coromandelkust vestigde. Hier bekleedde hij de functie van fiscaal en onderkoopman en zag hij toe op de levering van stoffen. In 1744 ging hij terug naar Batavia waarna hij in 1745 weer terug kwam in de Republiek.
Na zijn terugkeer in Friesland schreef hij in 1750 het Canter Visscher Manuscript of Canter Manuscript over zijn tijd in Masulipatnam. Hierin beschrijft hij lokale gebruiken, machtsverhoudingen en laat hij zich positief uit over de VOC. In dit manuscript zijn 28 Indiase miniaturen opgenomen die hij waarschijnlijk verworven heeft na zijn terugkeer in Nederland. Deze miniaturen tonen onder meer 14 portretten van heersers van het Mogolrijk. De andere miniaturen tonen activiteiten die deze heersers ondernamen. Ten slotte zijn er ook enkele kaarten opgenomen.

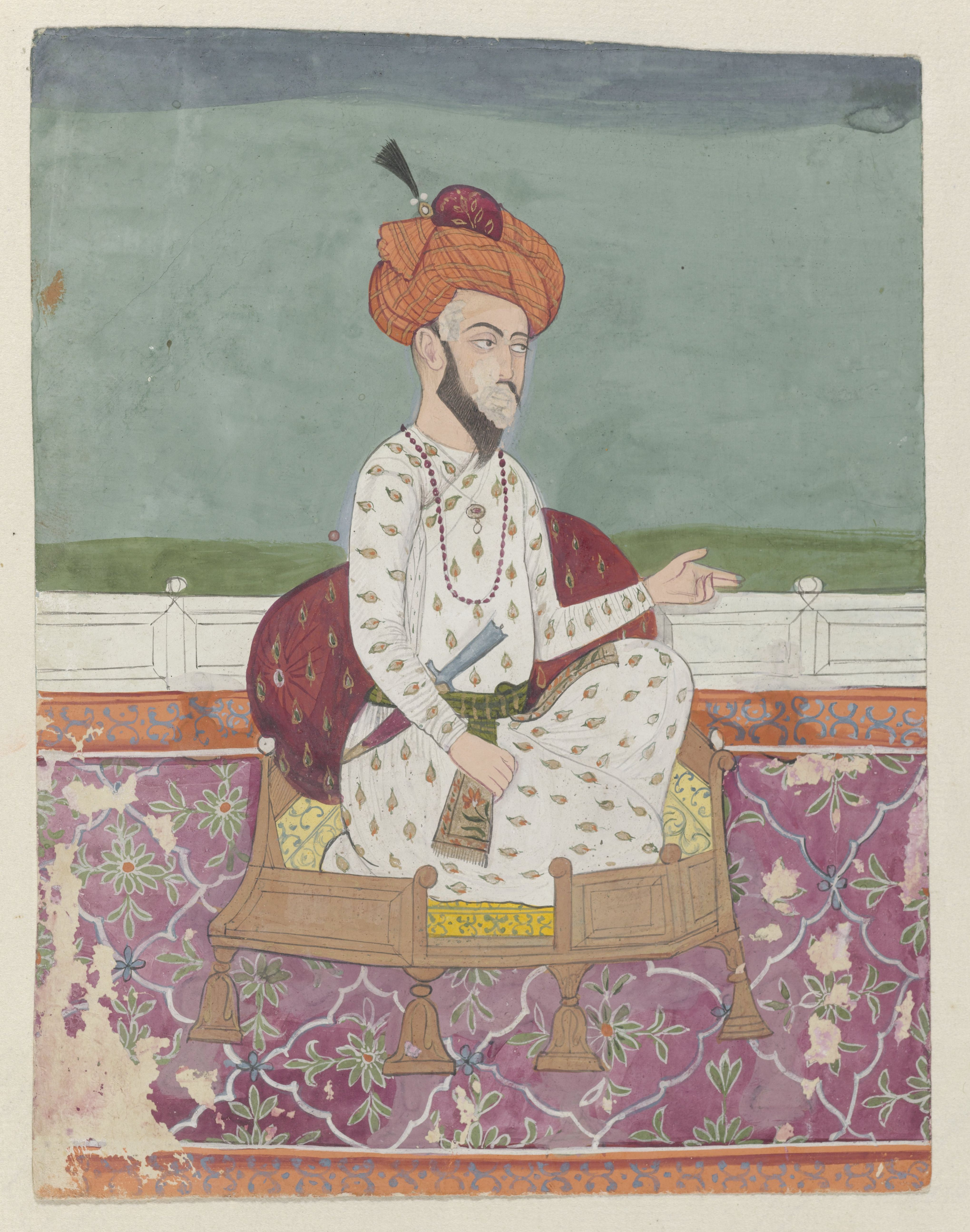
"Baber, mogol van Indostan" (Manuscript Canter Visscher).
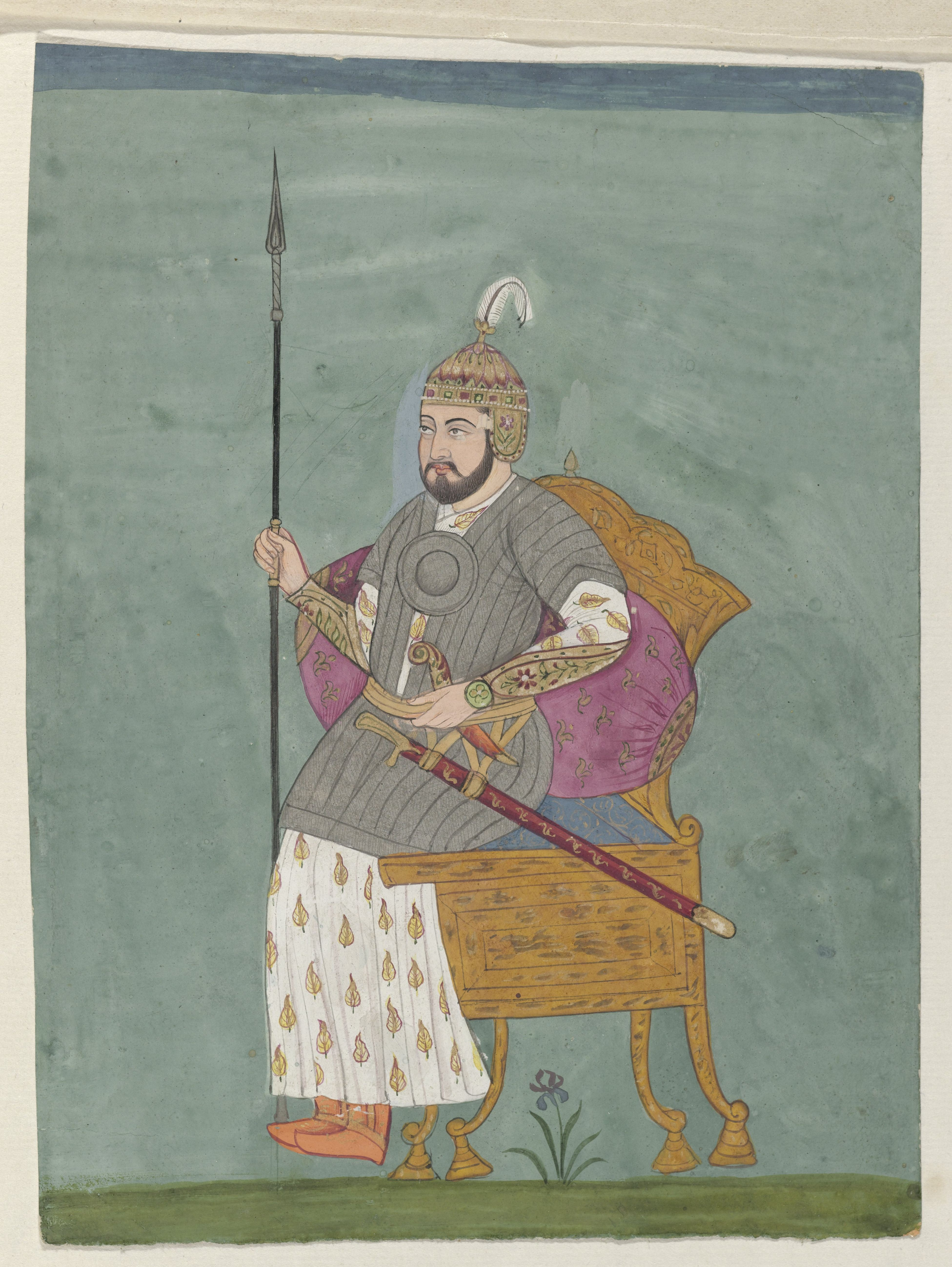
"Den grooten tamerlaan" (Manuscript Canter Visscher).
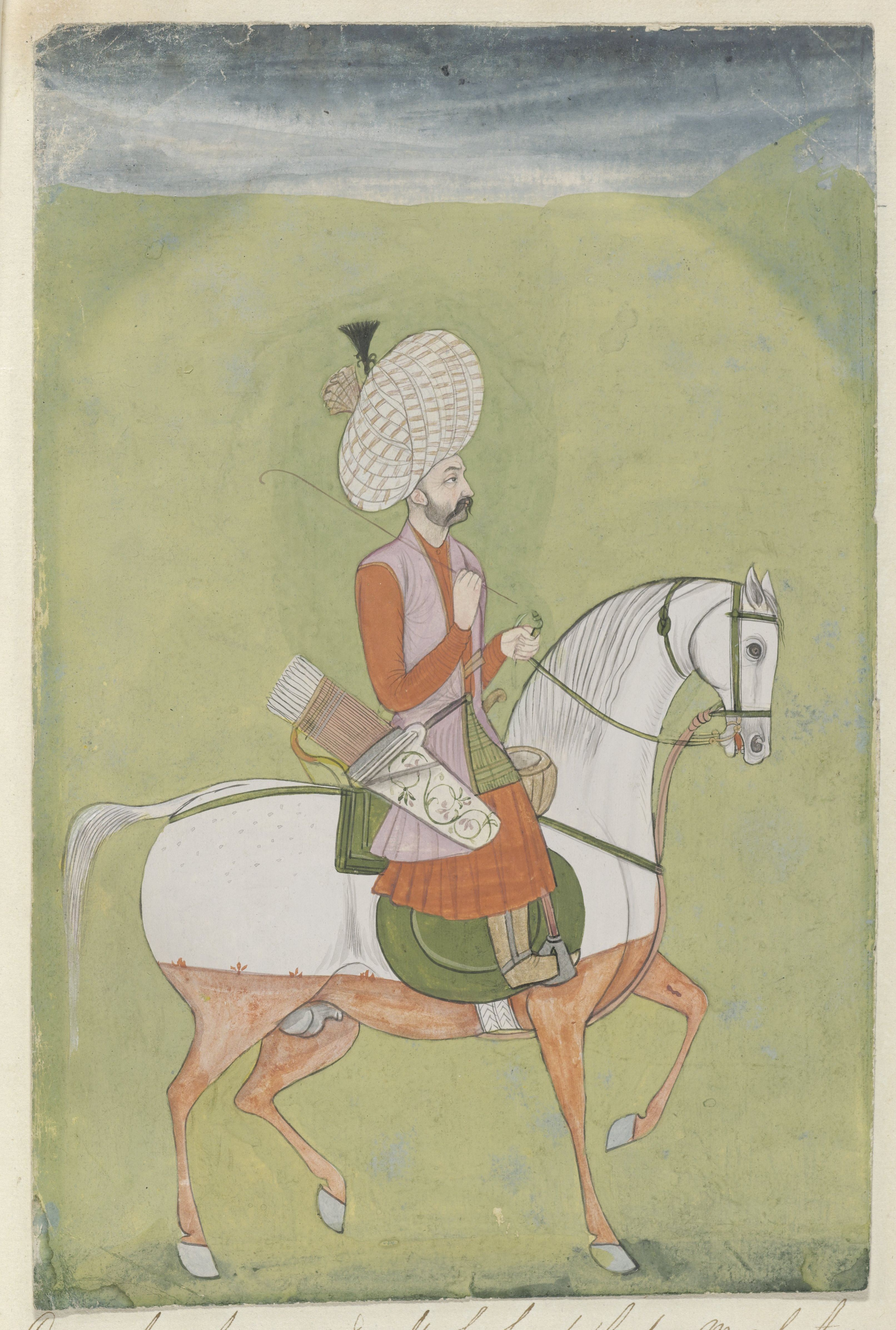
"Een persiaanse prins" (Manuscript Canter Visscher).
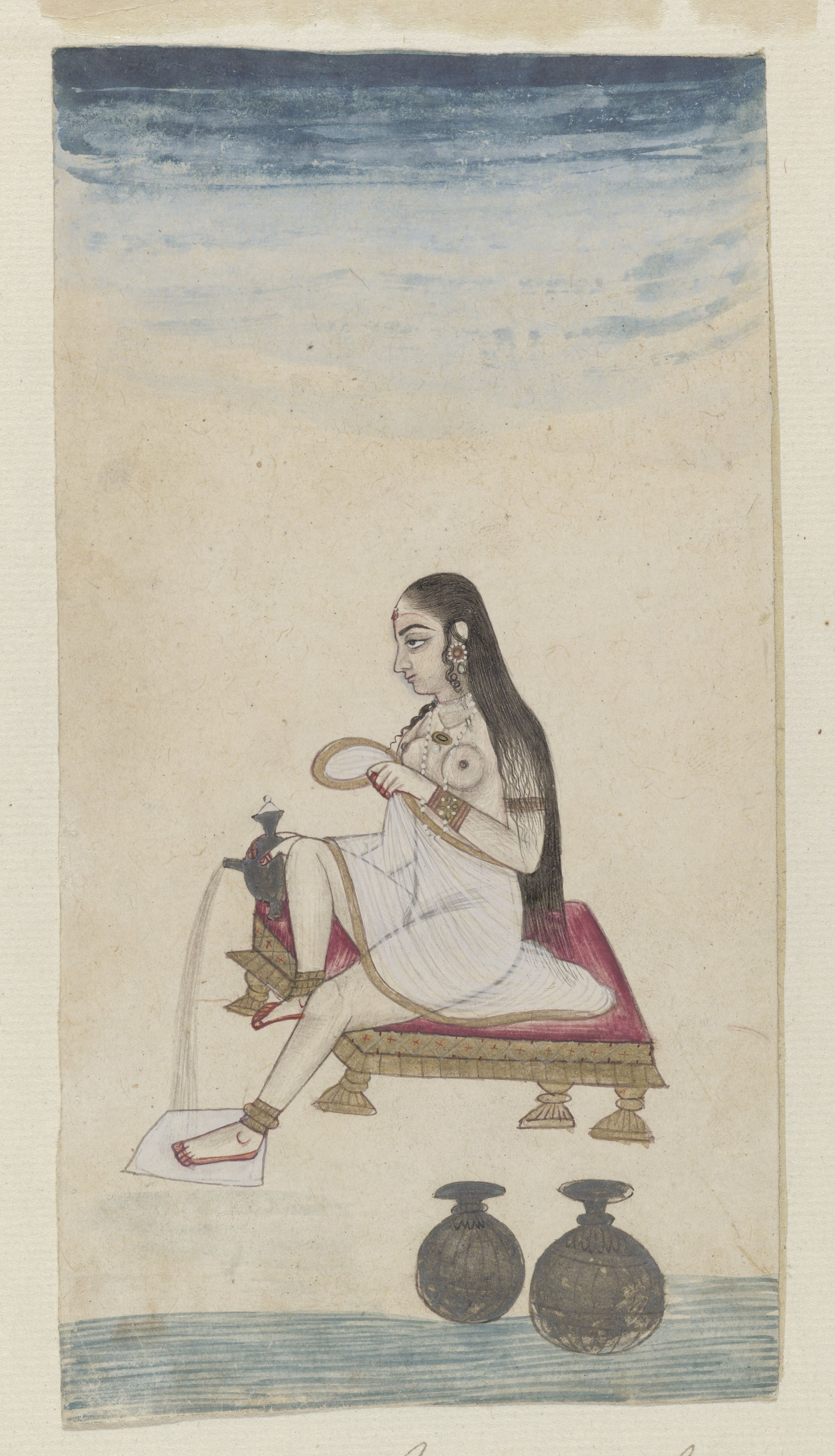
"Een vrouw die zich wast" (Manuscript Canter Visscher).
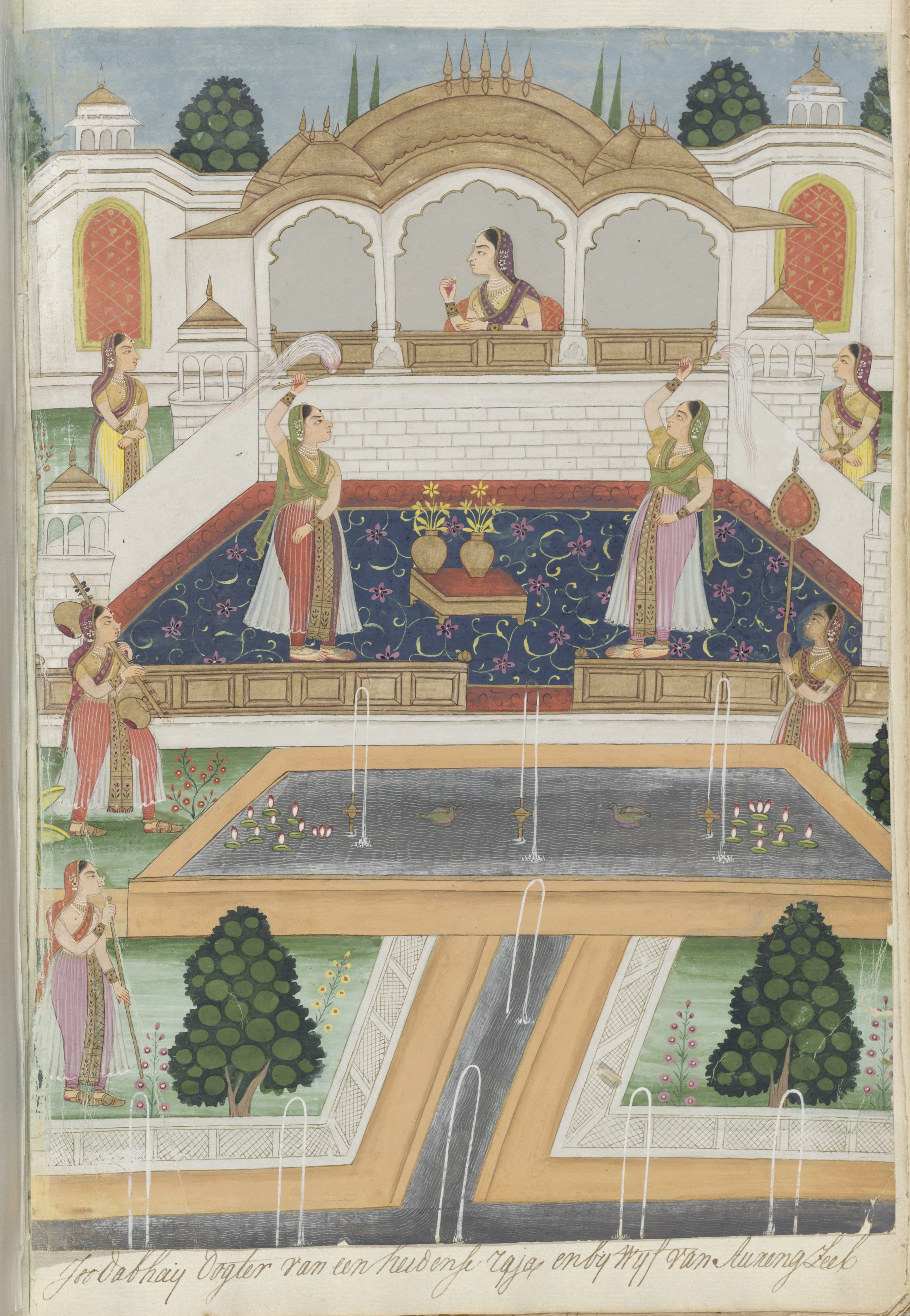
"Joodabhay dogter van een heidense raja en bij wijf van Auneng Zeeb" (Manuscript Canter Visscher).
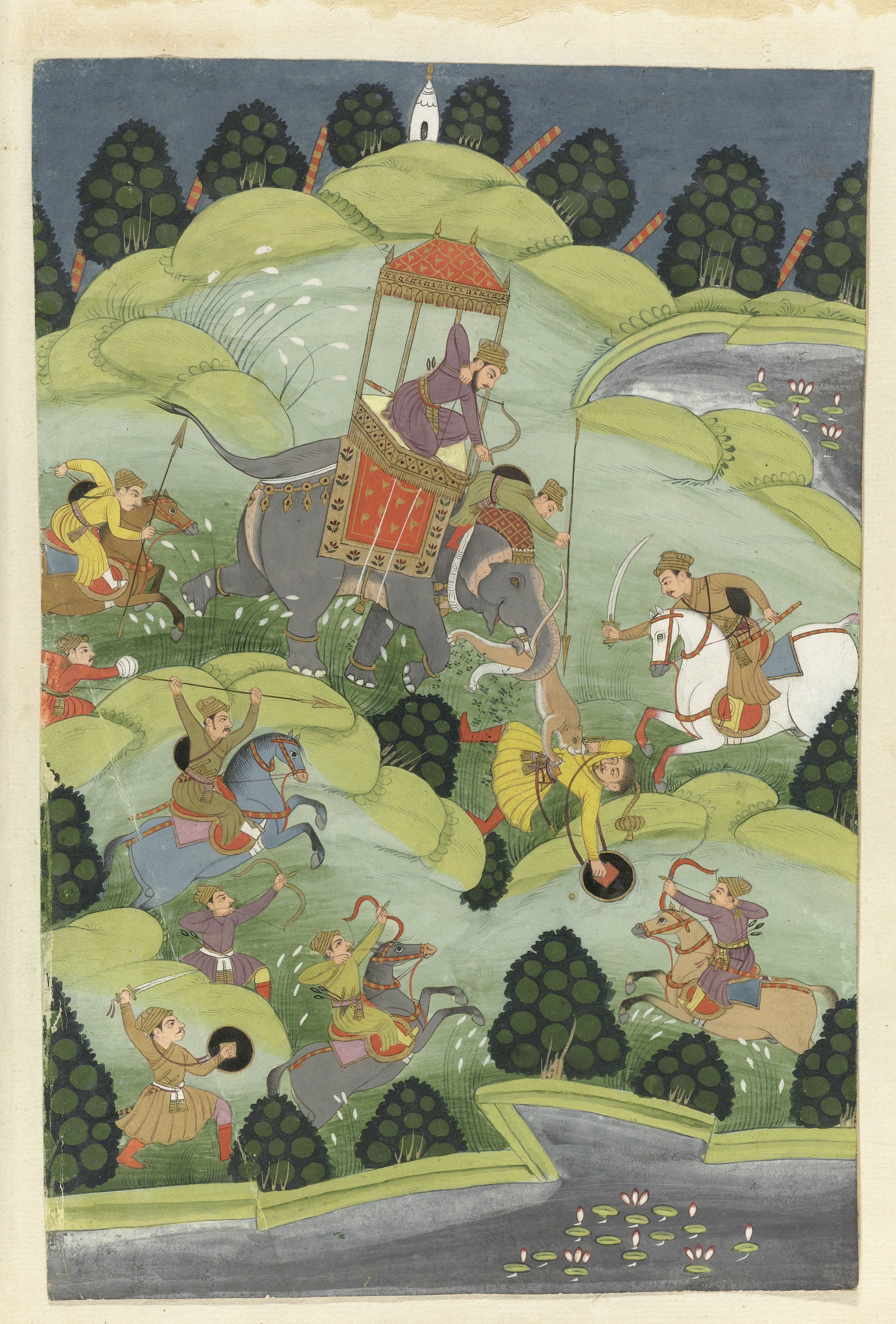
"Een tijgerjacht" (Manuscript Canter Visscher).

Teruggekeerd in Friesland ging Adrianus wonen op de Canter State ten noorden van Driesum. Hij bleef betrokken bij de VOC en werd in 1756 Gecommitteerde ten Landsdage te Dokkum waarvoor hij vestingen in Noord-Nederland inspecteerde. In 1758 werd hij aangesteld als grietman van Dantumadeel. Deze functie behield hij tot zijn overlijden in 1782. Zijn lichaam werd bijgezet in een grafkelder in de kerk van Driesum. Zijn grafzerk werd voor de Bataafse Revolutie omgekeerd zodat deze niet zou worden beschadigd. Hij werd als grietman opgevolgd door Petrus Adrianus Bergsma die onder Canter Visscher grietenijsecretaris was.

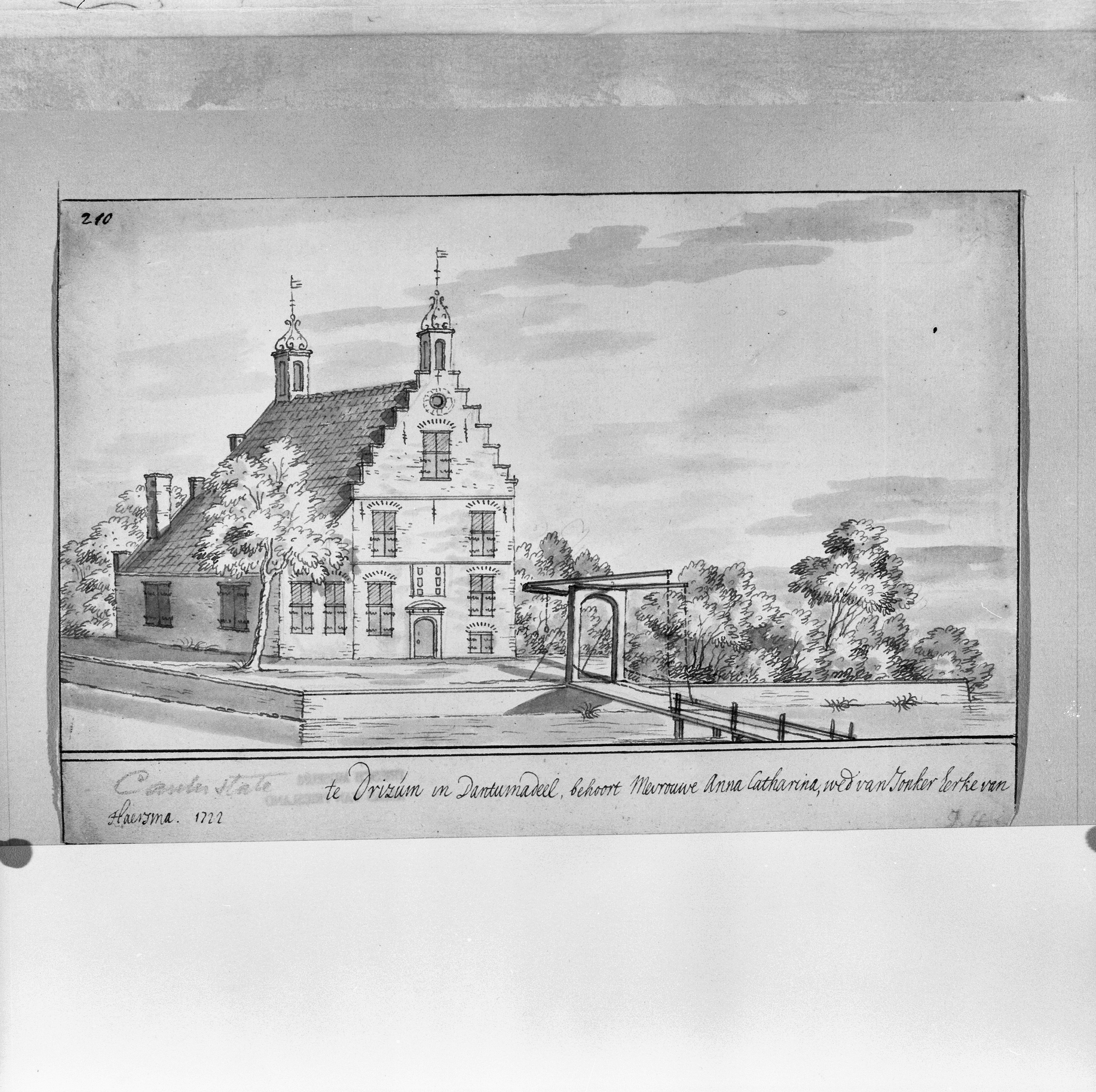
De Canter State te Driesum op een tekening van Jacobus Stellingwerff uit 1722.

## Huwelijk en kind
Canter Visscher trouwde in 1734 te Masulipatnam met Alida Keyser (†1735). Alida was een dochter van Jan Nicolaaszn Keyzer, Raad van Indië en kassier-generaal te Batavia, en Adriana Grommée.
- Magdalena Adriana Canter Visscher (1735-1784), zij trouwde met mr. Daniël Jan Camerling, hoofdofficier en Raad van Haarlem.

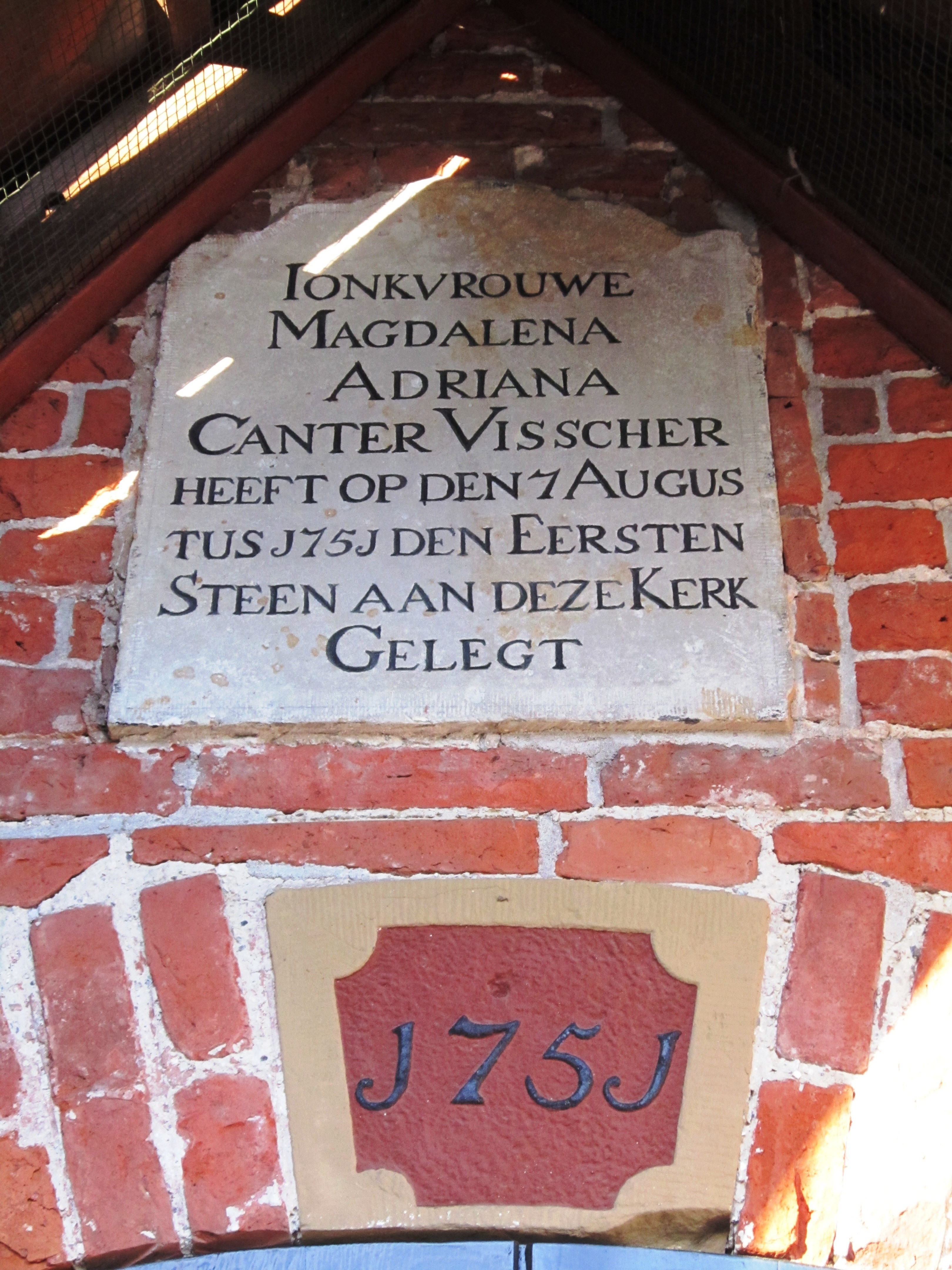
Vermelding van de eerstesteenlegging van de Garnizoenskerk van Bad Nieuweschans door Magdalena Adriana Canter Visscher in 1751.